# Лайно Іво Олександрович
Іво Лайно (ест. Ivo Laino, рос. Иво Александрович Лайно; нар. 1 червня 1936) — футбольний суддя в СРСР, естонський футбольний функціонер. 
Суддя всесоюзної категорії (1982). Був президентом футбольного клубу «Таллінна Садам» (Таллінн).